# Wargosuchus
Wargosuchus – rodzaj krokodylomorfa z rodziny Baurusuchidae żyjącego w późnej kredzie w Ameryce Południowej.
Wargosuchus cechował się obecnością przyśrodkowego rowka na kościach czołowych, bardzo zredukowaną powierzchnią kontaktu kości nosowych i czołowych, dużym zagłębieniem na opuszki węchowe, co sugeruje dobrze rozwinięty aparat węchowy, trzema dużymi otworami otaczającymi duże zagłębienie okołonosowe oraz powiększonym, stożkowatym w kształcie ostatnim zębem kości przedszczękowej. Niektóre z tych cech występują także u Pissarrachampsa. Analiza filogenetyczna przeprowadzona po opisaniu tego rodzaju przez Montefeltro i współpracowników (2011) sugeruje, że oba te taksony tworzą klad Pissarrachampsinae wewnątrz Baurusuchidae. Autorzy ci uznali, że różnice pomiędzy nimi są wystarczające, by klasyfikować je jako odrębne rodzaje.
Wargosuchus został opisany w 2008 roku przez Agustína Martinellego i Diego Paisa. Holotypem są prawe kości przedszczękowa i szczękowa oraz fragment dachu czaszki (MOZ-PV 6134). Skamieniałości te odkryto w datowanych na santon osadach formacji Bajo de la Carpa na północy miasta Neuquén w Argentynie. Jest drugim, po Cynodontosuchus, przedstawicielem Baurusuchidae znanym z terenów Argentyny. Dokładne miejsce odnalezienia szczątków Cynodontosuchus nie jest znane, jednak prawdopodobnie także pochodzą one z Bajo de la Carpa. Montefeltro i in. nie wykluczają, że Wargosuchus i Cynodontosuchus reprezentują różne stadia rozwojowe tego samego taksonu.
Nazwa Wargosuchus pochodzi od wargów – podobnych do wilków istot z uniwersum J.R.R. Tolkiena – oraz zlatynizowanego greckiego słowa souchos, odnoszącego się do egipskiego boga Sobka przedstawianego z głową krokodyla. Epitet gatunkowy gatunku typowego, australis („południowy”), odnosi się do miejsca znalezienie holotypu – położonego bardziej na południe niż Brazylia, skąd pochodzą szczątki większości znanych Baurusuchidae.